# Wuppertaler Sport-Verein 1998-1999
Questa voce raccoglie le informazioni riguardanti il Wuppertaler Sport-Verein nelle competizioni ufficiali della stagione 1998-1999.

## Stagione
Nella stagione 1998-1999 il Wuppertal, allenato da Rudi Gores e Roman Geszlecht, concluse il campionato di Regionalliga ovest-sudovest all'8º posto.

## Rosa
| N. |                                 | Ruolo | Calciatore        |
| -- | ------------------------------- | ----- | ----------------- |
| 3  | Germania (bandiera)             | D     | Frank Klemmer     |
|    | Germania (bandiera)             | P     | Michael Blume     |
|    | Germania (bandiera)             | P     | Jochen Gramse     |
|    | Germania (bandiera)             | P     | Wolfgang Wiesner  |
|    | Germania (bandiera)             | D     | Sven Backhaus     |
|    | Germania (bandiera)             | D     | Kwau Cobbina      |
|    | Bosnia ed Erzegovina (bandiera) | D     | Murat Jasarević   |
|    | Germania (bandiera)             | D     | Richard Mademann  |
|    | Germania (bandiera)             | D     | Ingo Menzel       |
|    | Germania (bandiera)             | D     | Christian Trummel |
|    | Germania (bandiera)             | D     | Frank Wüster      |
|    | Germania (bandiera)             | C     | Christian Broos   |
|    | Germania (bandiera)             | C     | Dirk de Wit       |
|    | Germania (bandiera)             | C     | Markus Kaul       |

| N. |                     | Ruolo | Calciatore           |
| -- | ------------------- | ----- | -------------------- |
|    | Germania (bandiera) | C     | Sascha Lenhart       |
|    | Romania (bandiera)  | C     | Aurel Panait         |
|    | Italia (bandiera)   | C     | Salvatore Prestipino |
|    | Romania (bandiera)  | C     | Constantin Rontea    |
|    | Germania (bandiera) | C     | Sven Steup           |
|    | Brasile (bandiera)  | C     | Tostao               |
|    | Germania (bandiera) | C     | Sascha Walbröhl      |
|    | Germania (bandiera) | A     | Christoph Dengel     |
|    | Nigeria (bandiera)  | A     | Edwards Agbai Mba    |
|    | Germania (bandiera) | A     | Gerrit Meinke        |
|    | Germania (bandiera) | A     | Dennis Morozin       |
|    | Romania (bandiera)  | A     | Gabriel Raduta       |
|    | Germania (bandiera) | A     | Roland Wohlfarth     |

## Organigramma societario
Area tecnica
- Allenatore: Roman Geszlecht
- Allenatore in seconda:
- Preparatore dei portieri:
- Preparatori atletici:
- Analisi video:

## Calciomercato

### Sessione estiva
| Acquisti | Acquisti          | Acquisti          | Acquisti |
| R.       | Nome              | da                | Modalità |
| -------- | ----------------- | ----------------- | -------- |
| D        | Frank Klemmer     | Remscheid         |          |
| C        | Dirk de Wit       | Fortuna Colonia   |          |
| A        | Christoph Dengel  | Fortuna Colonia   |          |
| D        | Murat Jasarević   | Zwickau           |          |
| A        | Edwards Agbai Mba | Waldhof Mannheim  |          |
| C        | Aurel Panait      | Magonza           |          |
| C        | Uwe Scherr        | Colonia           |          |
| P        | Wolfgang Wiesner  | Fortuna Colonia   |          |
| A        | Roland Wohlfarth  | Lokomotive Lipsia |          |

| Cessioni | Cessioni           | Cessioni           | Cessioni |
| R.       | Nome               | a                  | Modalità |
| -------- | ------------------ | ------------------ | -------- |
| C        | Ionel Pirvu        | Fortuna Düsseldorf |          |
| A        | Abubaker Ben-Krema | Erkenschwick       |          |
| D        | El Hadji Dione     | Bocholt            |          |
| A        | Brent Goulet       | Elversberg         |          |
| P        | Alexander Ogrinc   | Preußen Münster    |          |
| A        | Cristian Pucşaş    | Politehnica Iași   |          |
| A        | Claudiu Răducanu   | Extensiv Craiova   |          |
| C        | Dirk Reichert      | Remscheid          |          |
| C        | Dirk Tönnies       | Bocholt            |          |

### Sessione invernale
| Acquisti | Acquisti | Acquisti | Acquisti |
| R.       | Nome     | da       | Modalità |
| -------- | -------- | -------- | -------- |

| Cessioni | Cessioni           | Cessioni  | Cessioni |
| R.       | Nome               | a         | Modalità |
| -------- | ------------------ | --------- | -------- |
| A        | Dirk Heinzmann     | Remscheid |          |
| C        | Daniel Niedzkowski | Remscheid |          |

## Risultati

### Regionalliga ovest-sudovest

#### Girone di andata
| Arbitro: | Gettke |

|                      |           |           |
| Menzel 18’ Broos 49’ | Marcatori | 65’ Hanuš |

| Arbitro: | Scheppe |

|                                  |           |                                 |
| Demir 37’ Podszus 65’ Lérant 75’ | Marcatori | 21’ Meinke 41’ Dengel 44’ Broos |

| Arbitro: | Sahler |

|                      |           |                  |
| Meinke 2’ Dengel 29’ | Marcatori | 12’, 54’ Raschke |

| Arbitro: | Schneider |

|              |           |  |
| Blissett 89’ | Marcatori |  |

| Arbitro: | Berg |

|                 |           |               |
| de Wit 87’, 90’ | Marcatori | 64’ Antwerpen |

| Arbitro: | Kynast |

|                                  |           |                                          |
| Sulzbacher 48’ Rehder 84’ (rig.) | Marcatori | 25’ (rig.) de Wit 31’ Lenhart 32’ Panait |

| 13 settembre 1998 7ª giornata |  | – turno di riposo |  |  |

| Arbitro: | Neis |

|                                          |           |            |
| de Wit 40’ (rig.) Meinke 52’ Lenhart 68’ | Marcatori | 88’ Donato |

| Arbitro: | Zumkier |

|                |           |            |
| Papić 24’, 51’ | Marcatori | 55’ Menzel |

| Arbitro: | Milic |

|                                       |           |                               |
| de Wit 57’ Tostao 62’ Dengel 68’, 86’ | Marcatori | 4’ (rig.) Timm 90’ Karayildiz |

| Arbitro: | Jansen |

|            |           |  |
| Zibert 79’ | Marcatori |  |

| Arbitro: | Wegener-Gärtner |

|                                            |           |                    |
| Meinke 8’, 22’, 59’ Dengel 19’ Lenhart 57’ | Marcatori | 37’ Graf 39’ Gauch |

| Arbitro: | Sahler |

|               |           |  |
| Karpowicz 34’ | Marcatori |  |

| Arbitro: | Pickel |

|  |           |                                                            |
|  | Marcatori | 10’, 27’ Tonello 20’ Kuci 33’ Šarić 63’ (rig.), 81’ Jonjić |

| Arbitro: | Kortholt |

|                 |           |                       |
| Putz 60’ (rig.) | Marcatori | 29’ Dengel 38’ Raduta |

| Arbitro: | Werthmann |

|            |           |                     |
| Meinke 33’ | Marcatori | 9’ Krohm 15’ Lasser |

| Arbitro: | Schneider |

|  |           |                   |
|  | Marcatori | 45’ (rig.) de Wit |

#### Girone di ritorno
| Arbitro: | Perschke |

|                     |           |            |
| Klose 27’ Nuhic 87’ | Marcatori | 8’ Klemmer |

| Arbitro: | Weber |

|                                                 |           |  |
| Mademann 28’ Wohlfarth 67’ Steup 75’ Meinke 82’ | Marcatori |  |

| Arbitro: | Craezer |

|                                                       |           |  |
| Neuschäfer 48’ Raschke 60’ Milde 62’ Schmidt 83’, 90’ | Marcatori |  |

| Arbitro: | Wegener-Gärtner |

|                                   |           |  |
| Tostao 28’ Meinke 76’ Trummel 80’ | Marcatori |  |

| Arbitro: | Webers |

|                               |           |  |
| Geise 27’ Müller 40’ Serr 90’ | Marcatori |  |

| Arbitro: | Hotop |

|                                           |           |            |
| Dengel 38’ Backhaus 50’ (rig.) Meinke 61’ | Marcatori | 78’ Kämper |

| 14 marzo 1999 24ª giornata |  | – turno di riposo |  |  |

| Arbitro: | Sahler |

|          |           |            |
| Karp 63’ | Marcatori | 82’ Raduta |

| Arbitro: | Gettke |

|                          |           |             |
| Backhaus 72’, 82’ (rig.) | Marcatori | 32’ Thömmes |

| Arbitro: | Könen |

|             |           |               |
| Schäper 70’ | Marcatori | 65’ Wohlfarth |

| Arbitro: | Kestermann |

|                            |           |                   |
| de Wit 4’, 26’, 81’ (rig.) | Marcatori | 35’ (rig.) Séchet |

| Arbitro: | Neis |

|                                          |           |  |
| Weis 14’ (rig.) Berndt 36’, 44’ Graf 58’ | Marcatori |  |

| Arbitro: | Pickel |

|                                        |           |  |
| Tostao 53’ Meinke 69’, 70’ Trummel 81’ | Marcatori |  |

| Siegen 9 maggio 1999, ore 15:00 CEST 31ª giornata | Siegen | 0 – 0 referto | Wuppertal | Leimbachstadion (5 940 spett.)\| Arbitro: \| Göbel \| |
| Arbitro:                                          | Göbel  |               |           |                                                       |

| Arbitro: | Perschke |

|                                                                      |           |                                |
| Backhaus 9’ (rig.) Tostao 59’ Wohlfarth 66’ Mademann 72’, 78’ (rig.) | Marcatori | 14’ Haß 40’ Slupek 61’ Ohemeng |

| Arbitro: | Engler |

|                                     |           |             |
| Heeren 61’ Meulenberg 65’ Krohm 88’ | Marcatori | 74’ Klemmer |

| Arbitro: | Kortholt |

|                                        |           |            |
| Meinke 8’, 13’, 81’, 90’ Wohlfarth 40’ | Marcatori | 53’ Wagner |

## Statistiche

### Statistiche di squadra
| Competizione                | Punti | In casa | In casa | In casa | In casa | In casa | In casa | In trasferta | In trasferta | In trasferta | In trasferta | In trasferta | In trasferta | Totale | Totale | Totale | Totale | Totale | Totale | DR |
| Competizione                | Punti | G       | V       | N       | P       | Gf      | Gs      | G            | V            | N            | P            | Gf           | Gs           | G      | V      | N      | P      | Gf     | Gs     | DR |
| --------------------------- | ----- | ------- | ------- | ------- | ------- | ------- | ------- | ------------ | ------------ | ------------ | ------------ | ------------ | ------------ | ------ | ------ | ------ | ------ | ------ | ------ | -- |
| Regionalliga ovest-sudovest | 53    | 16      | 13      | 1       | 2       | 48      | 24      | 16           | 3            | 4            | 9            | 14           | 30           | 32     | 16     | 5      | 11     | 62     | 54     | +8 |
| Totale                      | 53    | 16      | 13      | 1       | 2       | 48      | 24      | 16           | 3            | 4            | 9            | 14           | 30           | 32     | 16     | 5      | 11     | 62     | 54     | +8 |

### Andamento in campionato
| Giornata  | 1 | 2 | 3 | 4 | 5 | 6 | 7 | 8 | 9 | 10 | 11 | 12 | 13 | 14 | 15 | 16 | 17 | 18 | 19 | 20 | 21 | 22 | 23 | 24 | 25 | 26 | 27 | 28 | 29 | 30 | 31 | 32 | 33 | 34 |
| --------- | - | - | - | - | - | - | - | - | - | -- | -- | -- | -- | -- | -- | -- | -- | -- | -- | -- | -- | -- | -- | -- | -- | -- | -- | -- | -- | -- | -- | -- | -- | -- |
| Luogo     | C | T | C | T | C | T |   | C | T | C  | T  | C  | T  | C  | T  | C  | T  | T  | C  | T  | C  | T  | C  |    | T  | C  | T  | C  | T  | C  | T  | C  | T  | C  |
| Risultato | V | N | N | P | V | V |   | V | P | V  | P  | V  | P  | P  | V  | P  | V  | P  | V  | P  | V  | P  | V  |    | N  | V  | N  | V  | P  | V  | N  | V  | P  | V  |
| Posizione | 4 | 5 | 5 | 7 | 5 | 3 | 5 | 4 | 6 | 3  | 5  | 4  | 7  | 10 | 9  | 10 | 10 | 10 | 9  | 10 | 8  | 9  | 7  | 10 | 9  | 8  | 8  | 8  | 8  | 7  | 8  | 5  | 8  | 8  |

Legenda:

Luogo: C = Casa; T = Trasferta. Risultato: V = Vittoria; N = Pareggio; P = Sconfitta.

### Statistiche dei giocatori
| S. Backhaus    | 23 | 4  | 4 | 2 |
| M. Blume       | 1  | 0  | 0 | 0 |
| C. Broos       | 13 | 2  | 2 | 0 |
| K. Cobbina     | 1  | 0  | 0 | 0 |
| C. Dengel      | 24 | 7  | 3 | 1 |
| J. Gramse      | 8  | 0  | 0 | 1 |
| D. Heinzmann   | 5  | 0  | 0 | 0 |
| M. Jasarević   | 21 | 0  | 4 | 3 |
| M. Kaul        | 12 | 0  | 0 | 0 |
| F. Klemmer     | 22 | 2  | 6 | 1 |
| S. Lenhart     | 29 | 3  | 4 | 0 |
| R. Mademann    | 22 | 3  | 3 | 0 |
| E. Mba         | 0  | 0  | 0 | 0 |
| G. Meinke      | 30 | 16 | 5 | 0 |
| I. Menzel      | 22 | 2  | 6 | 0 |
| D. Morozin     | 1  | 0  | 0 | 0 |
| D. Niedzkowski | 8  | 0  | 0 | 0 |
| A. Panait      | 21 | 1  | 6 | 0 |
| S. Prestipino  | 4  | 0  | 0 | 0 |
| G. Raduta      | 19 | 2  | 3 | 0 |
| C. Rontea      | 0  | 0  | 0 | 0 |
| U. Scherr      | 9  | 0  | 0 | 1 |
| S. Steup       | 13 | 1  | 1 | 0 |
| T. Tostao      | 22 | 4  | 5 | 0 |
| C. Trummel     | 6  | 2  | 0 | 0 |
| S. Walbröhl    | 10 | 0  | 1 | 0 |
| W. Wiesner     | 25 | 0  | 1 | 1 |
| R. Wohlfarth   | 14 | 4  | 0 | 0 |
| F. Wüster      | 20 | 0  | 2 | 1 |
| D. de Wit      | 25 | 9  | 6 | 0 |